# Poalej Syjon
Żydowska Socjaldemokratyczna Partia Robotnicza „Poalej Syjon” (hebr. ‏פועלי ציון‎ – Robotnicy Syjonu; jid. Jidisze Socjalistisz-Demokratisze Arbeter Partaj „Poalej Cion”) – żydowska partia socjalistyczno-syjonistyczna działająca w Polsce w latach 1906–1950.

## Historia

### Początki

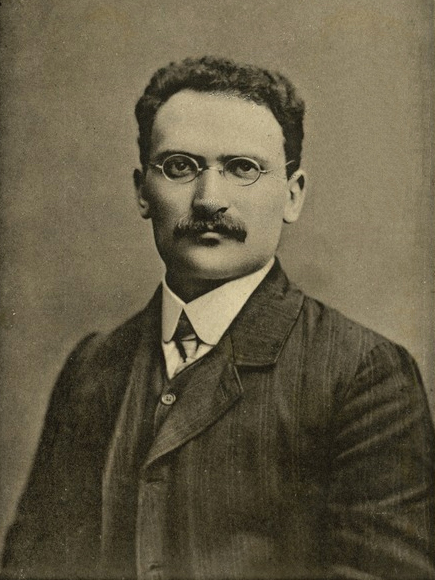
Dow Ber Borochow (1881–1917) – główny ideolog wczesnego Poalej Syjon.

Pierwsze koła syjonistów noszących nazwę Poalej Syjon zaczęły powstawać niezależnie od siebie w Rosji już pod koniec XIX wieku, m.in. w latach 1901–1903 powstały takie stowarzyszenia w Odessie, Wilnie, Warszawie i Witebsku. W 1905 roku miał miejsce pierwszy nielegalny zjazd żydowskich syjonistycznych socjalistów w Ciechocinku. Założono wówczas rosyjski Związek Socjalistów Żydowskich. W tym czasie niezależne od siebie organizacje noszące nazwę Poalej Syjon powstawały również w USA, Argentynie, Rumunii i Palestynie.
Partia Poalej Syjon została założona w 1906 roku na zjeździe w Połtawie (w ówczesnym zaborze rosyjskim) przez Dow Bera Borochowa. W jej skład wszedł także polski Związek Poalej Syjon, utworzony rok wcześniej. Zachował on wewnątrz organizacji szeroką autonomię. W 1907 roku w Hadze powołano Światową Federację Poalej Syjon. Po kilku latach miała również duże wpływy w miastach zaboru austriackiego. Po odzyskaniu niepodległości przez Polskę w 1918 roku partia została formalnie zalegalizowana. Jednocześnie zaczął się proces zjednoczeniowy poszczególnych organizacji: Poalej Syjon połączyła się z Poalej Syjon Zachodniej Galicji. W 1921 roku natomiast nastąpiło zjednoczenie z organizacją socjalistyczną Poalej Syjon z Galicji Wschodniej.

### Rozłam
W 1920 roku podczas zjazdu w Wiedniu doszło do rozłamu; oderwała się radykalna, prokomunistyczna mniejszość tworząc odrębną partię pod nazwą Poalej Syjon – Lewica, która nie przystąpiła do Światowej Organizacji Syjonistycznej (jak to było w przypadku Poalej Syjon).

#### Poalej Syjon– Lewica

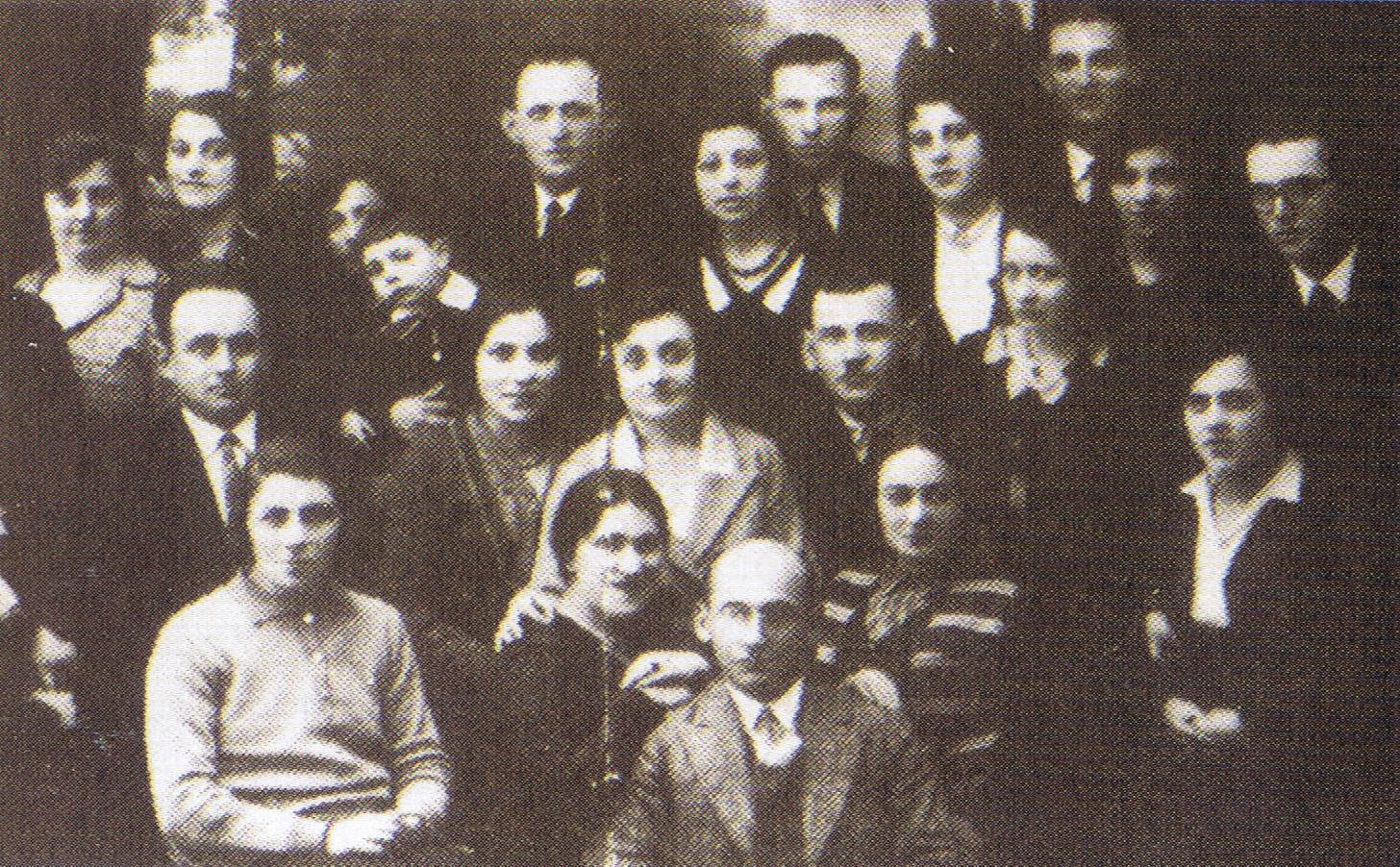
Członkowie Poalej Syjon-Lewica oddziału Szydłowiec (1934)

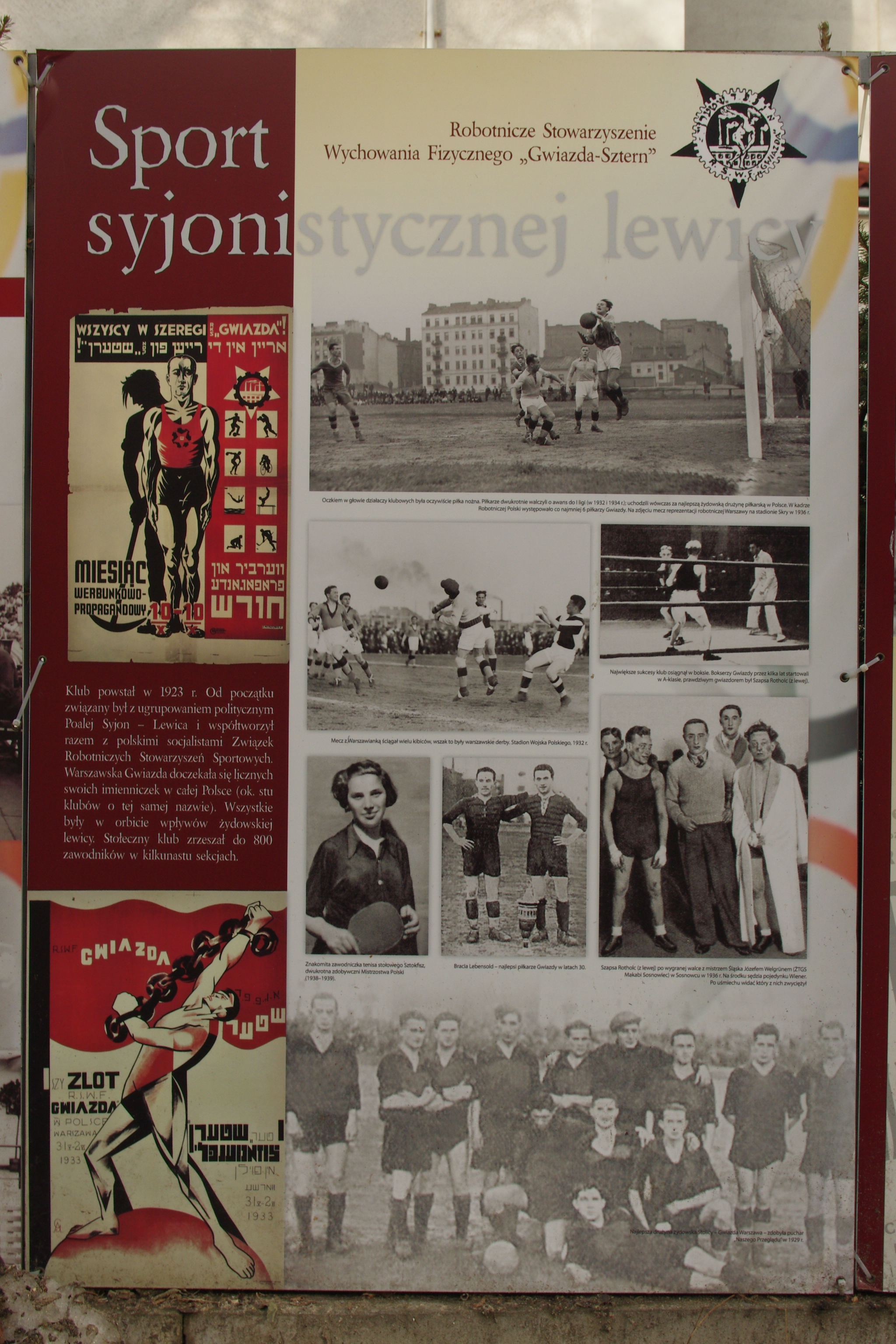
Robotnicze Stowarzyszenie Wychowania Fizycznego Gwiazda-Sztern powstało 1923 roku. Od początku klub związany był z ugrupowaniem politycznym Poalej Syjon – Lewica, fragment wystawy plenerowej „Sport Żydowski w przedwojennej Warszawie” prezentowanej na przełomie 2012/13 przy ul. Twardej 6 w Warszawie.

Ci działacze Poalej Syjon, którzy na V konferencji Światowego Związku Poalej Syjon w Wiedniu nie opowiedzieli się za zerwaniem kontaktów biura organizacji z III Międzynarodówką, utworzyli Poalej Syjon – Lewicę. Grupa ta była szczególnie silna w Polsce, gdzie opowiadała się za zacieśnianiem więzów łączących polskich Żydów o socjalistycznych poglądach ze światowym ruchem rewolucyjnym. Jednocześnie jej członkowie postulowali uspołecznienie środków produkcji, budowę ustroju socjalistycznego, konieczność wsparcia emigracji żydowskiej do Palestyny i stworzenia tam socjalistycznego państwa żydowskiego. W Polsce tymczasem pragnęli utworzenia autonomicznych instytucji żydowskich, wyłączenia spraw wyznaniowych spod kompetencji gmin i uznania języka jidysz za narodowy język polskich Żydów.
Od tej lewicowej grupy w latach 1920–1923 oddzieliła się część bardziej umiarkowanych działaczy, którzy utworzyli Poalej Syjon – Prawicę. Pozostali postanowili przyłączyć się do Komunistycznej Partii Polski. Jednak w 1924 roku Poalej Syjon – Lewica ponownie oddzieliła się od komunistów. W tym czasie partia zakończyła swe starania o wstąpienie do III Międzynarodówki i przyjęła orientację bardziej syjonistyczną. Od 1937 roku uczestniczyła w Światowych Kongresach Syjonistycznych, a w grudniu tego roku weszła w skład Ligi Pomocy Pracującym w Palestynie.
Wcześniej partia przeszła szereg wewnętrznych zawirowań o podłożu ideologicznym. 24 października 1931 roku część działaczy oraz członkowie Bundu z Galicji Wschodniej stworzyli Ogólnożydowską Partię Pracy. W tym czasie Poalej Syjon – Lewica była doskonale zorganizowana w największych ośrodkach przemysłowych, głównie w Warszawie i Łodzi, gdzie szczególnie dobrze widoczna była jej działalność w strukturach związków zawodowych.
Główni przedwojenni działacze Poalej Syjon – Lewicy to: Antoni Buchsbaum, Józef Kenner, Icchok Lew, Józef Rosen, Szachno Sagan, Jaakow Zerubawel, Lew Holenderski, Marc Jarblum.

#### Poalej Syjon– Prawica
Ugrupowanie to propagowało umiarkowane poglądy socjalistyczne. W 1920 roku część delegatów, głównie z USA, Palestyny i Wielkiej Brytanii, opowiedziała się przeciwko wstąpieniu partii do III Międzynarodówki. W 1922 roku powołano Poalej Syjon – Prawicę jako osobną partię. Początkowo w Polsce cieszyła się ona ograniczonym poparciem, co wpłynęło na podjęcie decyzji o połączeniu z Ceirej Syjon (1923 rok), Dror (październik 1925), Syjonistami – Socjalistami (1926 rok). Te tendencje unifikacyjne doprowadziły ostatecznie do połączenia Centralnych Komitetów Światowej Organizacji Hitachdut i Poalej Syjon – Prawicy. Konsekwencją tego było powstanie w 1933 roku Zjednoczonej Partii Syjonistyczno-Socjalistycznej „Hitachdut – Poalej Syjon”. Jednocześnie zachowano odrębność organizacji partyjnych na terenach byłej Kongresówki.
Poalej Syjon – Prawica należała do Światowej Organizacji Syjonistycznej i Ligi Pomocy Pracującym w Palestynie. Główne założenia programowe w okresie międzywojennym:
- autonomia kulturalna i narodowa świeckiej gminy żydowskiej,
- uznawanie przewagi języka hebrajskiego w Palestynie, a w Polsce – jidysz,
- opozycyjny stosunek do rządów sanacyjnych w Polsce, choć partia skupiała się przede wszystkim na działalności pośród swojego żydowskiego elektoratu, a w mniejszym stopniu decydowała się na udział w bieżącym życiu politycznym II RP.

### II wojna światowa
Podczas II wojny światowej Poalej Syjon działała w getcie warszawskim w ramach Bloku Antyfaszystowskiego. Uczestniczono w tajnym życiu politycznym i ruchu oporu w innych gettach. Najbardziej aktywne były organizacje młodzieżowe, które organizowały opór cywilny i następnie zbrojny.
W 1942 zarówno Poalej Syjon – Lewica, jak i Prawica weszły w skład Żydowskiego Komitetu Narodowego działającego w getcie warszawskim.
Po zakończeniu wojny partia działała w ramach Centralnego Komitetu Żydów w Polsce, prowadząc pracę nad odbudową żydowskiego życia w Polsce, wspierając emigrację do Palestyny, a także zakładając kibuce.

### Ponowne zjednoczenie
W 1947 r. na żydowskiej scenie politycznej doszło do dwóch znaczących zmian. W październiku doszło do zjednoczenia Poalej Syjon Prawicy i Poalej Syjon Lewicy w jedną partię o nazwie Zjednoczona Partia Żydowska Poalej Syjon. Podczas gdy tworzył się sojusz stronnictw poalejsyjonistycznych w szeregach Poalej Syjon Prawicy doszło do rozłamu. Niewielka część działaczy partii, tacy jak: Leon Szeftel oraz Józef Sack, niechętni sojuszowi z Poalej Syjon Lewicą odeszli z partii i połączyli się z Hitachdut tworząc 17 lipca 1947 r. Syjonistyczno-Socjalistyczną Partię Robotniczą Poalej Syjon-Hitachdut.
Oddziały Zjednoczonej Partii Żydowskie Poalej Syjon działały w ponad 60 miastach, utrzymywały 45 świetlic, 25 kuchni ludowych oraz 12 klubów sportowych. Partia posiadała ponad 20 spółdzielni produkcyjnych i kibuców.
Na przełomie 1949/1950 partie żydowskie, w tym te odwołujące się do idei Poalej Syjon zostały rozwiązane. Jednym z wielu powodów była emigracja większości członków do Izraela.

## Program
Poalej Syjon reprezentowała idee syjonistyczne i socjalistyczne. Głównym celem była budowa socjalistycznego i bezklasowego państwa żydowskiego w Palestynie oraz wprowadzenie autonomii kulturalnej i narodowej w krajach Europy Środkowo-Wschodniej, gdzie zamieszkiwała największa diaspora żydowska.
W Polsce Poalej Syjon walczył z dyskryminacją Żydów, o poprawę ich sytuacji materialnej i prawa pracownicze. Prowadzono liczne szkolenia dla przyszłych osadników w Palestynie, a także wspierano świecką kulturę tworzoną w języku hebrajskim.